# NGC 4588
NGC 4588 ist eine Balken-Spiralgalaxie vom Hubble-Typ SBc im Sternbild Jungfrau nördlich der Ekliptik. Sie ist schätzungsweise 248 Millionen Lichtjahre von der Milchstraße entfernt und hat einen Durchmesser von etwa 95.000 Lichtjahren. Die Galaxie wird unter der Katalognummer VVC 1772 als Mitglied des Virgo-Galaxienhaufens gelistet, ist dafür jedoch zu weit entfernt.

Im selben Himmelsareal befinden sich u. a. die Galaxien NGC 4570, IC 3521, IC 3576, IC 3591.
Das Objekt wurde am 13. April 1784 vom deutsch-britischen Astronomen Wilhelm Herschel entdeckt.